# Yasser Seirawan
Yasser Seirawan (Damasco, 24 marzo 1960) è uno scacchista statunitense, Grande maestro.

## Giovanili e juniores
Nato in Siria da padre arabo e madre inglese, si trasferì con la famiglia a Nottingham all'età di 5 anni e a 7 anni negli Stati Uniti a Seattle. Cominciò a giocare a scacchi all'età di 12 anni e nel 1973 vinse il campionato giovanile dello stato di Washington.
Il suo primo importante risultato è stata la vittoria a Skien nel 1979 del campionato del mondo juniores.

## Risultati individuali
Ha vinto quattro volte il campionato statunitense: nel 1981, 1986, 1989 e 2000.
Tra i principali successi di torneo le vittorie all'open di Lugano (1983 e 1987), all'open di New York (1985 e 1987), ad Haninge nel 1990, davanti al già Campione del mondo Anatolij Karpov.

### Nel ciclo mondiale
Nel 1985 fu 2º al torneo interzonale di Biel e nel 1987 2º all'interzonale di Zagabria.

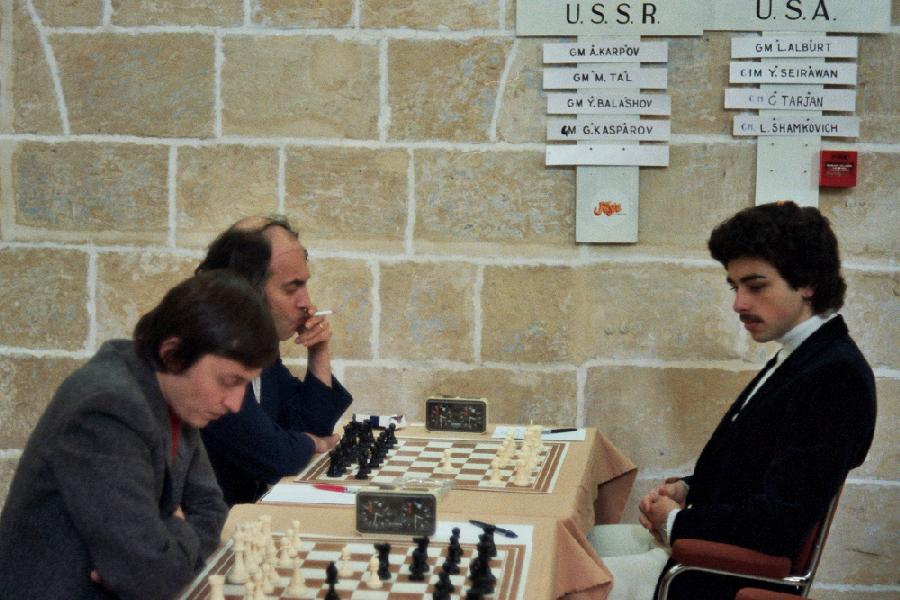
A destra, durante le Olimpiadi del 1980. A sinistra Anatolij Karpov, in primo piano, e Michail Tal'

## Eventi a squadre
Ha partecipato con la squadra degli Stati Uniti a dieci olimpiadi degli scacchi dal 1980 al 2002, quattro volte in prima scacchiera,  vincendo ben sette medaglie: un oro individuale alle olimpiadi di Mosca 1994, due argenti individuali a Malta 1980 e Bled 2002, due argenti e due bronzi di squadra. Alle olimpiadi di Dubai 1986 vinse una partita contro l'allora campione del mondo Garri Kasparov.

## Cadenze veloci
Seirawan è un forte giocatore blitz: nel 1988 fu 2º nel torneo blitz di Lugano, dietro a Karpov ma davanti a Viswanathan Anand e molti altri grandi maestri.

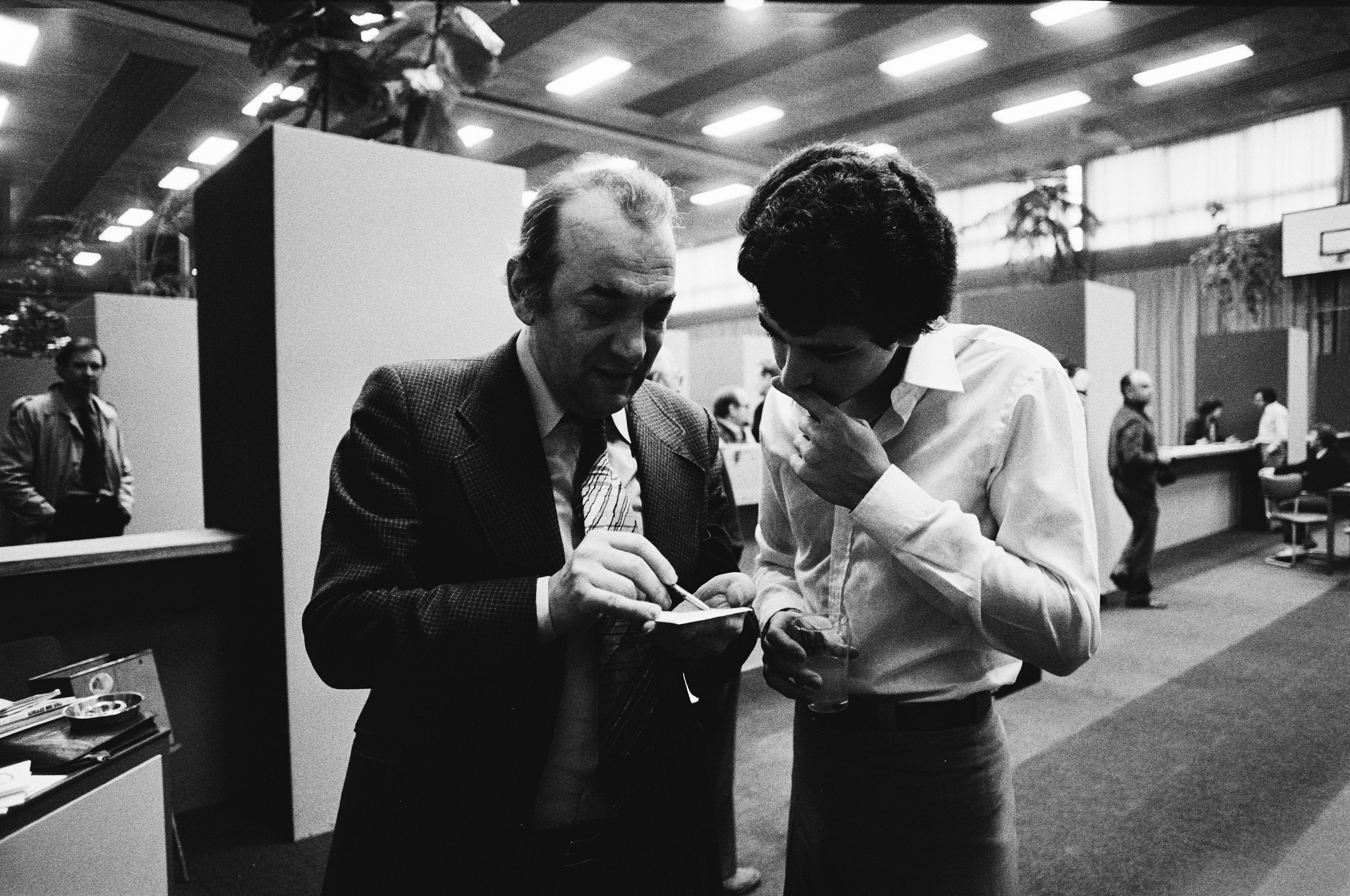
Assieme a Korčnoj durante il Torneo di Wijk aan Zee del 1980

## Collaborazioni
Nel 1979 fu invitato da Viktor Korčnoj ad essere il suo principale secondo per la preparazione al match mondiale del 1981 a Merano contro Karpov.

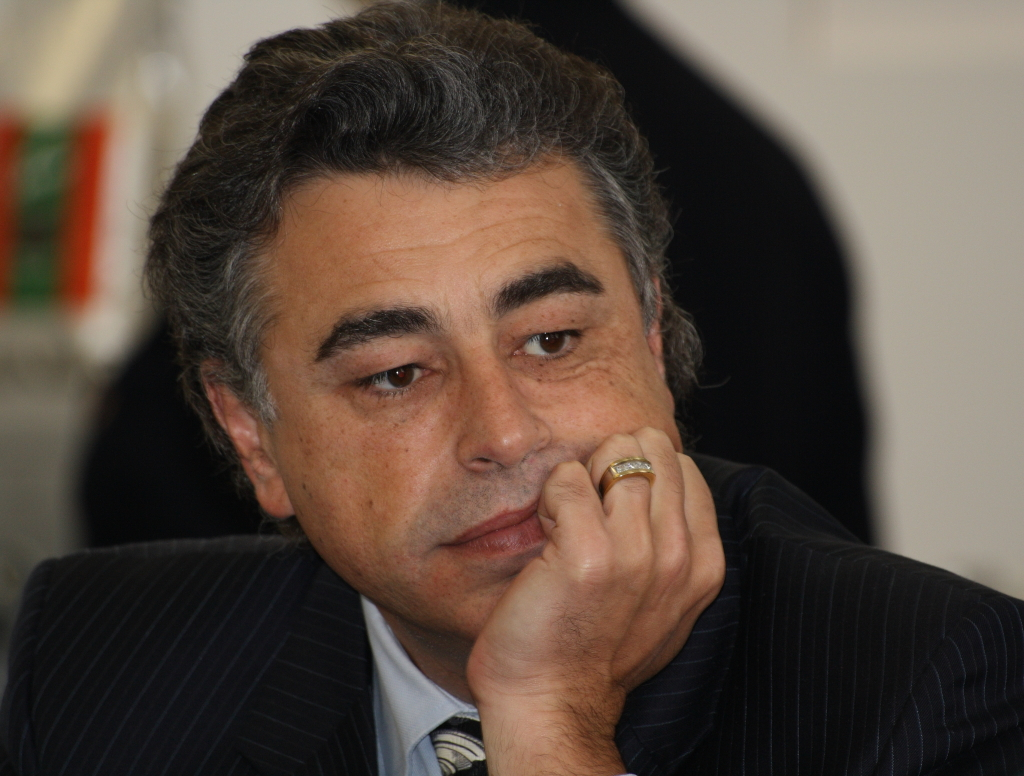
Un primo piano del 2008

## Divulgatore
Per molti anni è stato il principale editore e redattore della rivista specializzata in lingua inglese New In Chess. Conosciuto come commentatore, è considerato dallo storico degli scacchi Edward Winter come uno dei 5 migliori.

## Punteggio Elo
Ha raggiunto il massimo rating Elo nel luglio 1999, con 2653 punti. Nella lista FIDE di luglio 2019 ha 2620 punti (194º al mondo).